# It's Cow or Never
"It's Cow or Never" es el octavo y último episodio de la primera temporada de la serie de televisión estadounidense de superhéroes Peacemaker, spin-off de la película de 2021 The Suicide Squad. El episodio fue escrito y dirigido por el creador de la serie James Gunn. Se emitió originalmente en HBO Max el 17 de febrero de 2022.
La serie está ambientada después de los eventos de The Suicide Squad, y sigue a Christopher Smith / Peacemaker regresando a su casa, pero se ve obligado a trabajar con agentes de A.R.G.U.S. en una operación clasificada conocida como "Proyecto Butterfly". Smith también tiene que lidiar con sus demonios personales, incluido sentirse perseguido por los recuerdos de las personas que mató por "la paz". En este episodio, el equipo toma una última posición para evitar que las mariposas transporten su suministro principal.
El episodio recibió elogios de la crítica, y los críticos elogiaron la dirección, la escritura, las actuaciones, el tono emocional, las secuencias de acción, la banda sonora, el desarrollo del personaje y las sorpresas de Gunn.

## Trama
En su viaje al rancho, Leota otra vez busca disculparse con Smith, pero este se burla de ella haciendo ruidos. Llegando al lugar y sabiendo el nivel de amenaza de las Butterflies, Adebayo contacta a Waller para pedirle un equipo de respaldo, como la Liga de la Justicia. Waller le informa que es muy poco probable que puedan llegar a tiempo.
Cuando el equipo vigila en las afueras de la granja, deciden que Eagly lleve un detonador al techo de la granja. Smith le entrega a Eagly su casco de explosión sónica, pero Eagly lo deja caer lejos de la granja. Smith intenta encontrar el casco, pero se le aparece una alucinación de Auggie que comienza a burlarse de él. Harcourt es testigo del "encuentro" y ve a Smith discutiendo solo. Finalmente encuentran el casco, pero se dan cuenta de que deben colocarlo ellos mismos dentro de la granja. Tras matar a un policía poseído y robar su traje, Economos es elegido para infiltrarse en la granja y colocar el casco, ya que es el único que no fue visto por las Butterflies.
Economos camina libremente por la granja y tras engañar a Fitzgibbon, desciende a la base subterránea de la granja. Se horroriza al ver a la vaca y se va, dejando el casco dentro. Cuando se va, una Butterfly descubre su identidad y las mariposas lo persiguen. Adebayo activa el casco de manera remota, lo que provoca muchas explosiones en la granja, matando a los poseídos. Smith, Chase y Harcourt luego ingresan al campo y matan a la mayoría de las Butterflies. Al ver que Song desciende hacia la vaca, Smith la sigue mientras Harcourt y Chase continúan la pelea, pero ambos resultan gravemente heridos en la contienda. Economos al ir a ayudar, se cae y se rompe un pie, lo que obliga a Adebayo a entrar en el campo y matar a las Butterflies restantes, también evita que una posea a Harcourt. Con el casco de "torpedo humano" de Smith, Adebayo se une a Smith en la base subterránea. Smith cae y queda atrapado entre los escombros de la cueva
Smith es rescatado por Song y pelean; pero después de que Adebayo no usa correctamente el casco para ayudarlo, Song decide perdonar a Smith y mostrarle la vaca. Ella le explica que quiere que él los ayude con su plan para transportar a la vaca. Ella explica que las Butterflies se mudaron a la Tierra desde su planeta moribundo, con la intención de sobrevivir con la vaca. Las Butterflies finalmente concluyeron que la humanidad también se extinguiría, y prefirieron priorizar las ganancias sobre su supervivencia. Ella quiere que él se una a ellos, pero Smith activa el casco de torpedo humano una vez más, lanzando a Adebayo contra la vaca y matándola. Smith mata a Locke y Song, pero perdona a Goff. Él y Adebayo se encuentran afuera con Chase, Harcourt y Economos. La Liga de la Justicia finalmente llega, solo para que Smith enojado les diga que llegaron demasiado tarde, además de atacar a Aquaman por una supuesta fijación por los peces, algo que Barry Allen también parece creer. El equipo se aleja habiendo cumplido su misión
Harcourt, Chase y Economos ingresan en el hospital por sus heridas. En la sala de espera, Smith se pregunta si tomó la decisión correcta al matar a la vaca, pero Adebayo lo consuela diciendo que ahora pueden tomar sus propias decisiones y su amistad se recompone. Luego, Adebayo realiza una conferencia de prensa, absolviendo a Smith y Chase y exponiendo el Proyecto Butterfly, la Fuerza Especial X y a su propia madre, Waller. Luego de ello, Adebayo se reúne con su esposa Keeya, Harcourt comienza la terapia física para recuperarse de sus heridas y le agradece a Smith por su compañía; Chase se recupera, escapa del hospital y vuelve a sus aventuras y Economos regresa a trabajar en Belle Reve. Judomaster descubre la masacre en la granja y llora. De vuelta en el tráiler de su casa, Smith alimenta a la mariposa Goff con lo último del fluido ámbar. En otra alucinación, Auggie se le une en la entrada.

## Producción

### Desarrollo
El episodio sirvió originalmente como un final de serie, debido al estado de "miniserie" de la serie. Jennifer Holland explicó que el creador de la serie, James Gunn, abordó la temporada como una historia completa, sin saber con certeza si habría una segunda temporada. El día antes de la emisión, HBO Max anunció que la serie se renovaría para una segunda temporada.

### Escritura
Sobre la decisión de que Smith matara a Sophie a pesar de la evidencia de las mariposas de que su planeta se dirigía a la perdición, Gunn dijo que vio el momento como dejar ir a la persona que su padre hizo que fuera. Explicó además: "Veo a Peacemaker como ignorante de los problemas científicos y culturales. No creo que tenga muchos ideales sobre política. Creo que simplemente ha seguido a la multitud con la que ha estado. Pero en otros aspectos, es loable porque no es racista. No se suscribe a lo que su padre suscribe, o lo que cree con su propia sexualidad, con el tipo de música que escucha, y no creo que tenga mucha fe en el sistema de creencias de su padre. Solo quiere el amor de su padre. La mariposa está hablando de personas que realmente no prestan atención; sigues, y lees un meme en Facebook y crees que es verdad, porque ese meme dice que las mascarillas nos hacen daño. Es ridículo creerlo, y no tiene ningún sentido, pero lo creen porque leen un meme".
Se consideraron muchos finales para el episodio. Uno de estos incluía a Smith uniéndose a las mariposas, pero Gunn descartó la idea y afirmó que "es una elección entre la vida de estas personas a las que ha llegado a amar y esta elección de seguir con su antigua forma de hacer las cosas". Gunn no tenía la intención de que Emilia Harcourt y Adrian Chase murieran en el episodio, y explicó: "Creo que me parece la mejor historia en general".
Cuestionado sobre la verdadera alianza de Judomaster, Gunn dijo que el personaje no tiene amigos ni aliados en la serie. Uno de los objetivos del episodio incluía dejar en claro que tenía un papel más importante en el futuro, afirmando que "ha revelado que tiene buenas intenciones al final. Lo vemos triste al final. Él se preocupa por algo. No es solo un pequeño idiota malvado. Es solo un pequeño idiota".

### Casting
El episodio contó con un cameo no acreditado de Jason Momoa y Ezra Miller, ambos retomando sus papeles como Arthur Curry / Aquaman y Barry Allen / The Flash del DC Extended Universe, mientras que Superman y Wonder Woman fueron interpretados por suplentes. Gunn inicialmente estaba preocupado de que los comentarios de Smith sobre Aquaman teniendo sexo con peces molestarían a Momoa, pero Momoa lo encontró divertido y aceptó aparecer en el episodio. La participación de Miller también fue posible, ya que les gustaban las películas de Gunn y accedieron a aparecer cuando se les pedía. La escena de Miller fue filmada en el set de Guardians of the Galaxy Vol. 3, que fue permitida por Marvel Studios como un favor a Gunn, quien hizo que Chukwudi Iwuji hiciera la prueba de pantalla para la película filmada desde el set de Peacemaker. Gunn describió el momento como "Se hizo por pura fuerza de voluntad de mi parte, de empujar realmente para que sucediera. Creo que todos lo leyeron en el guión, estuvieron de acuerdo con él, y luego se convirtió en una cosa, y se dieron cuenta de lo jodidamente grande que era".
Si bien Gunn fue cuestionado a menudo durante la temporada por algunos chistes en los que Smith insultaba a otros personajes, el estudio no se opuso a la mayor parte del contenido del final y explicó: "Estaban bastante abiertos a cualquier cosa y sabían cuál era la naturaleza de Peacemaker y quien es el No podemos entrar en esto y tener a Peacemaker soltando un montón de tonterías sobre política y mujeres y no tenerlo soltando tonterías sobre personajes en el DCEU". A pesar del apoyo, el corte original incluía actores suplentes de Batman y Cyborg, que fueron eliminados por Gunn a petición del estudio. Gunn explicó que las escenas podrían haberse eliminado ya que el estudio tiene planes más grandes para los personajes en el futuro.
El episodio también contó con un cameo no acreditado de Viola Davis como Amanda Waller, similar a su cameo en "A Whole New Whirled". De manera similar a su aparición anterior, el equipo viajó a Los Ángeles para filmar su escena.

### Rodaje
Si bien el episodio fue el octavo en emitirse, en realidad fue el sexto en ser filmado. En general, los episodios tardaban entre 12 y 15 días en filmarse. Por el contrario, el episodio requirió tomas nocturnas que tuvieron que retrasar la filmación para una iluminación adecuada, lo que tomó entre 21 y 22 días para filmar. 

### Música
La escena del ataque a la granja incluyó la canción "Do Ya Wanna Taste It" de Wig Wam, que también se usa en los créditos iniciales de los episodios. Según Gunn, la canción "de alguna manera conduce a ese momento". También le dio más significado a la letra "¿Quieres probarlo?" con "¿Quieres lidiar con esta mierda de estos tres rudos?" . Agregó además, "todo conduce a que Harcourt resulte herida y se ahogue con su propia sangre".

## Recepción

### Reseñas críticas
Los primeros siete episodios de la serie se enviaron en pantallas a los críticos de televisión. Si bien HBO Max también quería enviar el octavo episodio, Gunn los convenció de que no lo enviaran por factores sorpresa, diciendo: "Están sucediendo demasiadas cosas en el episodio ocho que simplemente no podía dejar que salieran".
"It's Cow or Never" recibió elogios de la crítica. Samantha Nelson de IGN le dio al episodio una calificación "sorprendente" de 9 sobre 10 y escribió en su veredicto: "Peacemaker cierra con éxito su primera temporada con un final emotivo, sincero e hilarante. Hay menos acción de la que algunos preferirían, y el cameo principal fue más espectáculo que sustancia, pero este primer capítulo de nuestro viaje con Chris Smith tuvo un final deliciosamente significativo que nos deja emocionados por la temporada 2 ya anunciada" 
Jarrod Jones de The AV Club le dio al episodio una calificación de "A-" y escribió: "Peacemaker es y siempre ha sido sobre el crecimiento personal, para Chris, para Leota, para nosotros. '¿Acabo de matar al mundo?' Peacemaker le pregunta a Leota. "Tal vez", dice ella, 'o tal vez simplemente nos diste la oportunidad de tomar nuestras propias decisiones en lugar de nuestros señores de los insectos'. Por primera vez en la vida de ambos, tienen control sobre lo que sucede a continuación. Es una buena sensación encontrar tu fuerza interior, pero es importante entender que es algo fugaz. Tal vez por eso aparece Auggie Smith en la cabeza de Chris para la toma final; es la coda personal de Gunn y un recordatorio de que, aunque siempre te esfuerces por mejorar, siempre hay espacio para mejorar. Siempre vas a luchar con tus demonios".
Alan Sepinwall de Rolling Stone escribió: "¿Qué aprendimos del final de Peacemaker, niños? Bueno, aprendimos que un torpedo humano es, en última instancia, más poderoso que un kaiju que proporciona leche para una raza de alienígenas mariposa. Aprendimos que Peacemaker es quizás menos basura de lo que parecía. ¿Y nos enteramos de que tal vez, solo tal vez, Peacemaker no estaba mintiendo sobre el puto pez de Aquaman? O tal vez acabamos de enterarnos de que el creador de Peacemaker, James Gunn, ahora puede salirse con la suya con cualquier cosa en el ámbito de las películas de cómics y los programas de televisión". Brian Lowry de CNN escribió: "A veces, Peacemaker sintió que se esforzaba demasiado por ser irreverente, pero eso refleja la sensibilidad creativa de Gunn, al mismo tiempo que envía un mensaje al talento sobre lo que es posible en el mundo de la transmisión, incluida la incorporación de Aquaman a su programa, solo por diversión." 
Rafael Motamayor de Observer escribió: "Peacemaker es un esfuerzo más adulto que Guardianes de la Galaxia, que juega con la sensibilidad visceral e irreverente de Gunn, y también más largo y centrado en los personajes que El Escuadrón Suicida. El resultado puede ser la mejor historia de superhéroes que jamás haya contado James Gunn. Afortunadamente, HBO Max ha anunciado una segunda temporada, porque cuando se trata de más episodios de Peacemaker, realmente quiero probarlo". Miles Surrey de The Ringer escribió: "La primera temporada de la serie DC de James Gunn fue divertida y organizada por expertos, pero lo más impresionante fue que agregó capa tras capa a su héroe titular". James White de Empire le dio a la temporada una calificación de 4 estrellas sobre 5 y escribió: "Gunn logra una diana con esta serie, combinando vulgaridad, corazón y pura locura para una combinación ganadora y asesina, sin mencionar una secuencia de créditos de apertura imperdible" que nunca te cansarás de mirar".
Alec Bojalad de Den of Geek le dio al episodio una calificación perfecta de 5 estrellas sobre 5 y escribió: "Peacemaker hace una pregunta muy convincente en su primer episodio. Ahora, después de este maravilloso final, creo que es justo decir que la respuesta a esa pregunta es un rotundo sí, sí, queremos probarlo". Roxy Simons de Newsweek escribió: "Peacemaker llegó a una conclusión emocionante el jueves 17 de febrero con una posición final llena de acción y algunos cameos enormes de DC".

### Elogios
TVLine nombró a Steve Agee como el "Artista de la semana" de la semana del 19 de febrero de 2022 por su actuación en el episodio. El sitio escribió: "Archivado en No esperábamos. Esta fue la forma en que la carrera de esta temporada y el increíblemente juvenil desprecio de 'Dye Beard' (Barba Pintada, en español) cerraron el círculo de una manera sorprendente, lo que llevó a una gran actuación de Steve Agee".